# Promozione Calabria 1982-1983
Nella stagione 1982-1983 la Promozione era sesto livello del calcio italiano (il massimo livello regionale). Qui vi sono le statistiche relative al campionato in Calabria.
Il campionato è strutturato in vari gironi all'italiana su base regionale, gestiti dai Comitati Regionali di competenza. Promozioni alla categoria superiore e retrocessioni in quella inferiore non erano sempre omogenee; erano quantificate all'inizio del campionato dal Comitato Regionale secondo le direttive stabilite dalla Lega Nazionale Dilettanti, ma flessibili, in relazione al numero delle società retrocesse dal Campionato Interregionale e perciò, a seconda delle varie situazioni regionali, la fine del campionato poteva avere degli spareggi sia di promozione che di retrocessione.

## Squadre partecipanti
- F.C. Calcio Acri 1949 (1926), Acri (CS)
- A.S. Bovalinese 1911, Bovalino (RC)
- U.S. Catanzaro Lido, Catanzaro
- A.S.D. Corigliano Schiavonea 1967, Corigliano Calabro (CS)
- La Sportiva Cariatese 1945, Cariati (CS)
- A.S. Marina di Gioiosa 1968, Marina di Gioiosa Ionica (RC)
- A.C. Emilio Morrone 1953, Cosenza
- A.C. Nuova Rosarnese 1956, Rosarno (RC)
- S.S. Polistena 1961 (1920), Polistena (RC)

- S.S. Roccella 1935, Roccella Ionica (RC)
- S.C. Sambiase 1962 (1923), Lamezia Terme (CZ)
- A.S.D. Siderno 1911, Siderno (RC)
- A.S. Spezzano Albanese 1932, Spezzano Albanese (CS)
- S.S. Trebisacce 1931, Trebisacce (CS)
- Vigor Lamezia 1919, Lamezia Terme (CZ)
- A.S.D. Villese Calcio, Villa San Giovanni (RC)

## Classifica finale
|  | Pos. | Squadra               | Pt | G  | V  | N  | P  | GF | GS | DR  |
|  | ---- | --------------------- | -- | -- | -- | -- | -- | -- | -- | --- |
|  | 1.   | Siderno               | 42 | 30 | 15 | 12 | 3  | 45 | 17 | +28 |
|  | 2.   | Vigor Lamezia         | 42 | 30 | 16 | 10 | 4  | 51 | 13 | +38 |
|  | 3.   | Morrone Cosenza       | 42 | 30 | 15 | 12 | 3  | 46 | 12 | +34 |
|  | 4.   | Marina di Gioiosa     | 38 | 30 | 13 | 12 | 5  | 39 | 20 | +19 |
|  | 5.   | Roccella              | 33 | 30 | 12 | 9  | 9  | 27 | 25 | +2  |
|  | 6.   | Acri                  | 30 | 30 | 11 | 8  | 11 | 31 | 30 | +1  |
|  | 7.   | Catanzaro Lido        | 29 | 30 | 8  | 13 | 9  | 32 | 24 | +8  |
|  | 8.   | Villese               | 27 | 30 | 9  | 9  | 12 | 27 | 29 | -2  |
|  | 9.   | Sambiase              | 27 | 30 | 9  | 9  | 12 | 29 | 32 | -3  |
|  | 10.  | Trebisacce            | 27 | 30 | 10 | 7  | 13 | 32 | 39 | -7  |
|  | 11.  | Corigliano Schiavonea | 27 | 30 | 7  | 13 | 10 | 32 | 40 | -8  |
|  | 12.  | Bovalinese            | 27 | 30 | 12 | 3  | 15 | 26 | 38 | -12 |
|  | 13.  | La Sportiva Cariatese | 26 | 30 | 7  | 12 | 11 | 31 | 37 | -6  |
|  | 14.  | Spezzano Albanese     | 25 | 30 | 8  | 9  | 13 | 27 | 45 | -18 |
|  | 15.  | Nuova Rosarnese       | 23 | 30 | 8  | 7  | 15 | 21 | 38 | -17 |
|  | 16.  | Polistena (-1)        | 14 | 30 | 5  | 5  | 20 | 20 | 77 | -57 |

## Spareggi 1º posto
| Squadra           | P.ti | G | V | N | P | GF | GS | DR |
| ----------------- | ---- | - | - | - | - | -- | -- | -- |
| 1. Siderno        | 3    | 2 | 2 | 0 | 0 | 2  | 1  | +1 |
| 2. Vigor Lamezia  | 2    | 2 | 0 | 2 | 0 | 0  | 0  | 0  |
| 3. Emilio Morrone | 1    | 2 | 0 | 1 | 1 | 1  | 2  | -1 |

| Palmi 22 maggio 1983 | Emilio Morrone | 0 – 0 | Vigor Lamezia |  |

| Castrovillari 25 maggio 1983 | Vigor Lamezia | 0 – 0 | Siderno |  |

| Catanzaro 29 maggio 1983 | Siderno | 2 – 1 | Emilio Morrone |  |